# William Pywell
William Redish Pywell (9. června 1843  –  7. srpna 1887) byl americký reportážní fotograf působící v 19. století. Nejprve pracoval pro Mathewa Bradyho a Alexandra Gardnera jako fotožurnalista v americké občanské válce. Jeho snímky byly součástí knihy Photographic Sketch Book of the War svazek 1 a 2 (Washington, DC. Philp & Solomons), kterou Gardner vydal v roce 1866. Po válce cestoval v roce 1873 s Georgem Custerem - což byl velitel kavalerie armády Spojených států v Občanské válce a indiánských válkách - jako oficiální fotograf na Expedici Yellowstone. Doprovázel také Alexandra Gardnera při expedici do Kansasu.

## Galerie

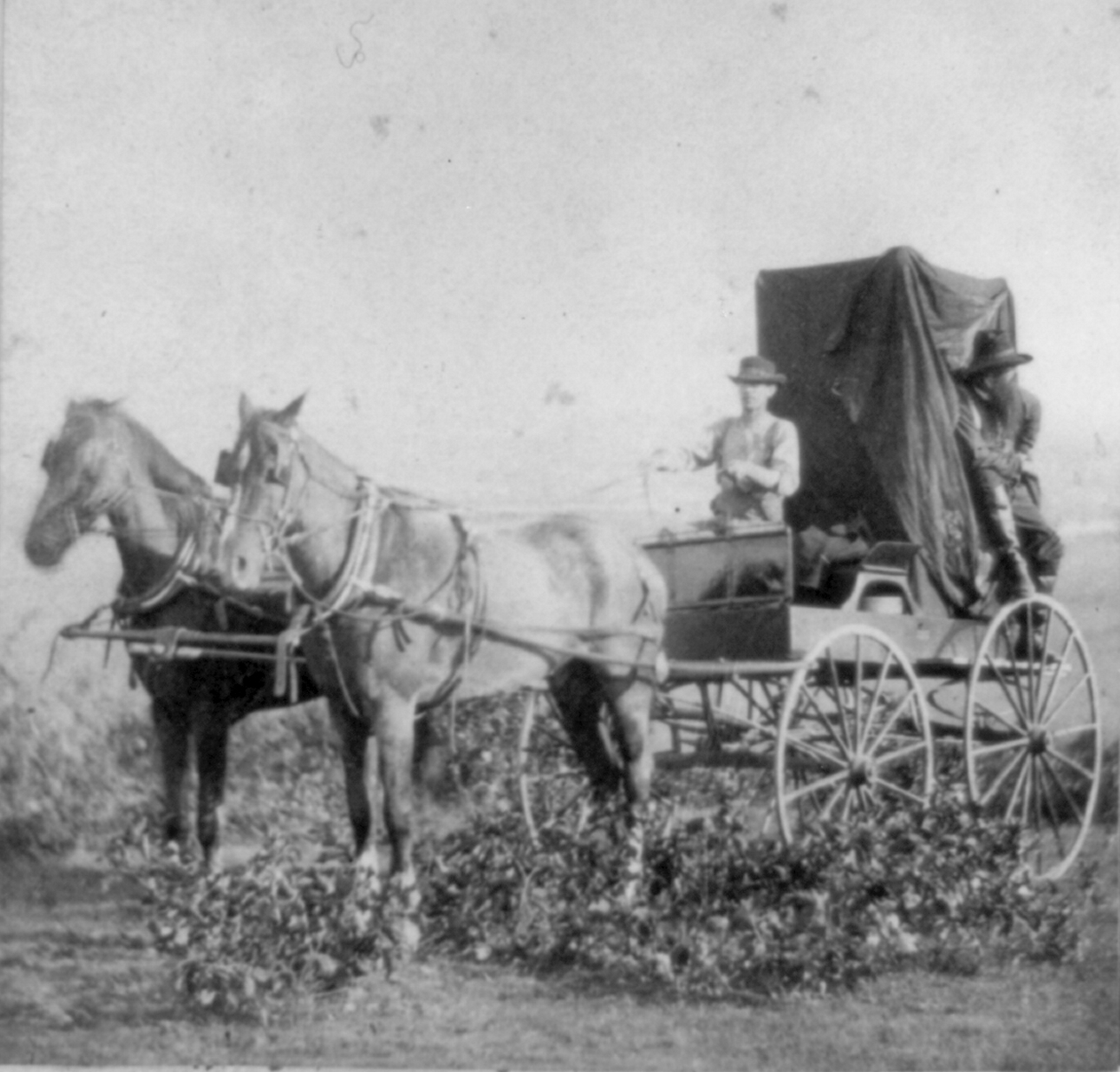
Alexander Gardner: William Pywell (s opratěmi) na expedici v Kansasu, 1867
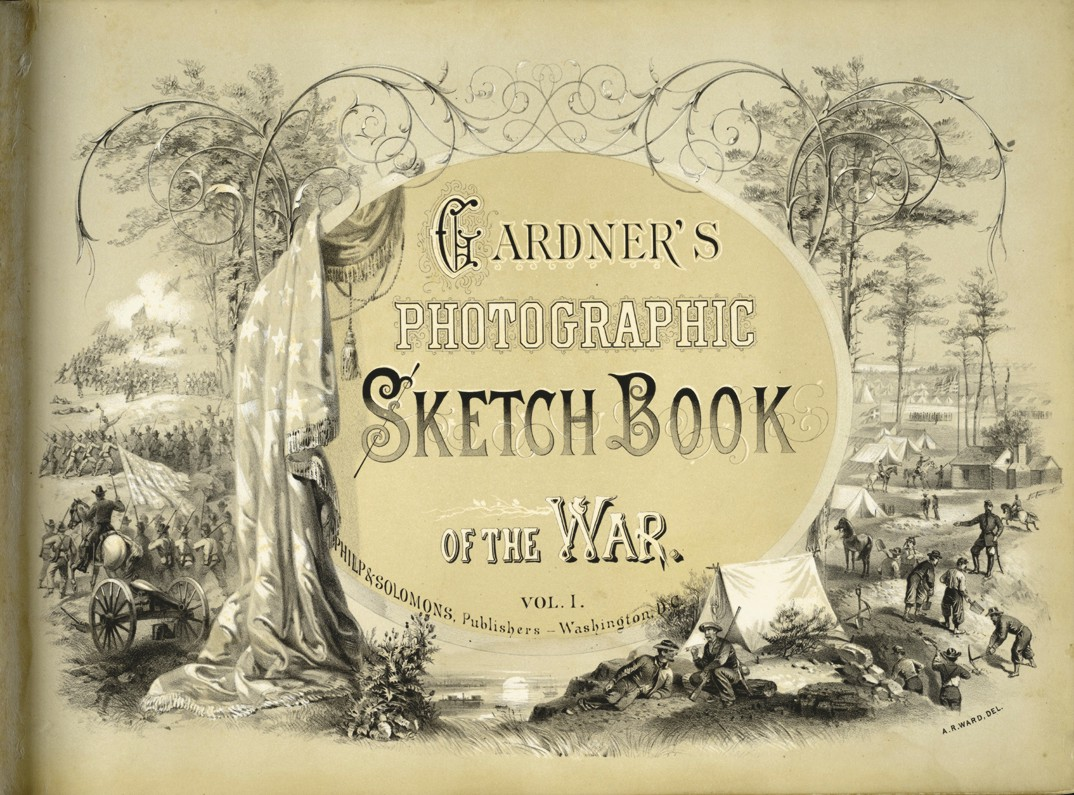
Photographic Sketch Book of the War, 1866